# Paris-Nice de 2014
A 72.ª edição da Paris-Nice foi uma competição ciclista que se disputou entre 9 e 16 de março de 2014.
A corrida iniciou-se em Mantes-la-Jolie, uma comuna bem perto de Paris e terminou em Nice. Contou com um percurso muito diferente às suas edições anteriores, foi a primeira vez que não teve prólogo desde 1955 e também não contou com contrarrelógio individual nem com um final em alto. O ganhador final foi o colombiano Carlos Betancur, se convertendo assim no primeiro ciclista de origem latina a ganhar a competição.
Fez parte do UCI WorldTour de 2014, calendário ciclístico de máximo nível mundial, sendo a segunda corrida de dito circuito.

## Equipas participantes
Tomaram parte na corrida 21 equipas: todos os UCI ProTeam (ao ser obrigatória sua participação); mais 4 equipas de categoria Profissionais Continentais convidados pela organização (Cofidis, Solutions Crédits, IAM Cycling e Bretagne-Séché Environnement).
| Equipes ProTeam (18)- AG2R La Mondiale - Astana - Belkin - BMC Racing Team - Cannondale - Team Europcar - FDJ.fr - Garmin-Sharp - Giant-Shimano - Katusha - Lampre-Merida - Lotto-Belisol - Movistar Team - Omega Pharma-Quick Step - Orica-GreenEDGE - Sky - Tinkoff-Saxo - Trek Factory Racing Equipes profissionais Continentais (3)- Bretagne-Séché Environnement - Cofidis, Solutions Crédits - IAM Cycling |
| |

## Etapas
A Paris-Nice de 2014 constou de oito etapas, repartidas em três etapas planas e cinco em media montanha para um percurso total de 1447 quilómetros.
| Etapa | Data    | Percurso                                | type            | Distância (km) | Vencedor                | Líder geral             |
| ----- | ------- | --------------------------------------- | --------------- | -------------- | ----------------------- | ----------------------- |
| 1     | 9 mar.  | Mantes-la-Jolie – Mantes-la-Jolie       | etapa plana     | 162,5          | Nacer Bouhanni          | Nacer Bouhanni          |
| 2     | 10 mar. | Rambouillet – Saint-Georges-sur-Baulche | etapa plana     | 205            | Moreno Hofland          | Nacer Bouhanni          |
| 3     | 11 mar. | Toucy – Circuito de Nevers Magny-Cours  | etapa plana     | 180            | John Degenkolb          | John Degenkolb          |
| 4     | 12 mar. | Nevers – Belleville                     | etapa escarpada | 201,5          | Tom Slagter             | Geraint Thomas          |
| 5     | 13 mar. | Crêches-sur-Saône – Rive-de-Gier        | etapa escarpada | 153            | Carlos Alberto Betancur | Geraint Thomas          |
| 6     | 14 mar. | Saint-Saturnin-lès-Avignon – Fayence    | etapa escarpada | 221,5          | Carlos Alberto Betancur | Carlos Alberto Betancur |
| 7     | 15 mar. | Mougins – Biot                          | etapa escarpada | 195,5          | Tom Slagter             | Carlos Alberto Betancur |
| 8     | 16 mar. | Nice – Nice                             | etapa escarpada | 128            | Arthur Vichot           | Carlos Alberto Betancur |

## Desenvolvimento da corrida

### Etapa 1
| Mantes-la-Jolie - Mantes-la-Jolie | etapa plana | (162,5 km) |

| \| Classificação por etapas \| Classificação por etapas \| Classificação por etapas \| Classificação por etapas \| Classificação por etapas \| \| Ciclista \| Ciclista \| Equipe \| Tempo \| \| \| ------------------------ \| ------------------------ \| ------------------------ \| ------------------------ \| ------------------------ \| \| 1. \| Nacer Bouhanni \| FDJ.fr \| 3h53m11s \| \| \| 2. \| John Degenkolb \| Giant-Shimano \| + 0s \| \| \| 3. \| Gianni Meersman \| Omega Pharma-Quick Step \| + 0s \| \| \| 4. \| José Joaquín Rojas \| Movistar Team \| + 0s \| \| \| 5. \| Tyler Farrar \| Garmin-Sharp \| + 0s \| \| \| 6. \| Bryan Coquard \| Team Europcar \| + 0s \| \| \| 7. \| Luca Wackermann \| Lampre-Merida \| + 0s \| \| \| 8. \| Fabio Felline \| Trek Factory Racing \| + 0s \| \| \| 9. \| Fabio Sabatini \| Cannondale \| + 0s \| \| \| 10. \| Francesco Gavazzi \| Astana \| + 0s \| \| |                    |                         |          |
| |                    |                         |          |
| |                    |                         |          |
| Classificação por etapas |                    |                         |          |
| Ciclista | Ciclista           | Equipe                  | Tempo    |
| 1. | Nacer Bouhanni     | FDJ.fr                  | 3h53m11s |
| 2. | John Degenkolb     | Giant-Shimano           | + 0s     |
| 3. | Gianni Meersman    | Omega Pharma-Quick Step | + 0s     |
| 4. | José Joaquín Rojas | Movistar Team           | + 0s     |
| 5. | Tyler Farrar       | Garmin-Sharp            | + 0s     |
| 6. | Bryan Coquard      | Team Europcar           | + 0s     |
| 7. | Luca Wackermann    | Lampre-Merida           | + 0s     |
| 8. | Fabio Felline      | Trek Factory Racing     | + 0s     |
| 9. | Fabio Sabatini     | Cannondale              | + 0s     |
| 10. | Francesco Gavazzi  | Astana                  | + 0s     |

| \| Classificação geral \| Classificação geral \| Classificação geral \| Classificação geral \| Classificação geral \| \| Ciclista \| Ciclista \| Equipe \| Tempo \| \| \| ------------------- \| ------------------- \| ----------------------- \| ------------------- \| ------------------- \| \| 1. \| Nacer Bouhanni \| FDJ.fr \| 3h53m01s \| \| \| 2. \| Gianni Meersman \| Omega Pharma-Quick Step \| + 1s \| \| \| 3. \| John Degenkolb \| Giant-Shimano \| + 4s \| \| \| 4. \| Greg Van Avermaet \| BMC Racing Team \| + 8s \| \| \| 5. \| Geraint Thomas \| Team Sky \| + 9s \| \| \| 6. \| Sylvain Chavanel \| IAM Cycling \| + 9s \| \| \| 7. \| José Joaquín Rojas \| Movistar Team \| + 10s \| \| \| 8. \| Tyler Farrar \| Garmin-Sharp \| + 10s \| \| \| 9. \| Bryan Coquard \| Team Europcar \| + 10s \| \| \| 10. \| Luca Wackermann \| Lampre-Merida \| + 10s \| \| |                    |                         |          |
| |                    |                         |          |
| |                    |                         |          |
| Classificação geral |                    |                         |          |
| Ciclista | Ciclista           | Equipe                  | Tempo    |
| 1. | Nacer Bouhanni     | FDJ.fr                  | 3h53m01s |
| 2. | Gianni Meersman    | Omega Pharma-Quick Step | + 1s     |
| 3. | John Degenkolb     | Giant-Shimano           | + 4s     |
| 4. | Greg Van Avermaet  | BMC Racing Team         | + 8s     |
| 5. | Geraint Thomas     | Team Sky                | + 9s     |
| 6. | Sylvain Chavanel   | IAM Cycling             | + 9s     |
| 7. | José Joaquín Rojas | Movistar Team           | + 10s    |
| 8. | Tyler Farrar       | Garmin-Sharp            | + 10s    |
| 9. | Bryan Coquard      | Team Europcar           | + 10s    |
| 10. | Luca Wackermann    | Lampre-Merida           | + 10s    |

### Etapa 2
| Rambouillet - Saint-Georges-sur-Baulche | etapa plana | (205 km) |

| \| Classificação por etapas \| Classificação por etapas \| Classificação por etapas \| Classificação por etapas \| Classificação por etapas \| \| Ciclista \| Ciclista \| Equipe \| Tempo \| \| \| ------------------------ \| ------------------------ \| ---------------------------- \| ------------------------ \| ------------------------ \| \| 1. \| Moreno Hofland \| Belkin \| 4h53m46s \| \| \| 2. \| John Degenkolb \| Giant-Shimano \| + 0s \| \| \| 3. \| Nacer Bouhanni \| FDJ.fr \| + 0s \| \| \| 4. \| Alexander Kristoff \| Katusha \| + 0s \| \| \| 5. \| Thor Hushovd \| BMC Racing Team \| + 0s \| \| \| 6. \| Bryan Coquard \| Team Europcar \| + 0s \| \| \| 7. \| Armindo Fonseca \| Bretagne-Séché Environnement \| + 0s \| \| \| 8. \| Tony Gallopin \| Lotto-Belisol \| + 0s \| \| \| 9. \| Jens Keukeleire \| Orica-GreenEDGE \| + 0s \| \| \| 10. \| José Joaquín Rojas \| Movistar Team \| + 0s \| \| |                    |                              |          |
| |                    |                              |          |
| |                    |                              |          |
| Classificação por etapas |                    |                              |          |
| Ciclista | Ciclista           | Equipe                       | Tempo    |
| 1. | Moreno Hofland     | Belkin                       | 4h53m46s |
| 2. | John Degenkolb     | Giant-Shimano                | + 0s     |
| 3. | Nacer Bouhanni     | FDJ.fr                       | + 0s     |
| 4. | Alexander Kristoff | Katusha                      | + 0s     |
| 5. | Thor Hushovd       | BMC Racing Team              | + 0s     |
| 6. | Bryan Coquard      | Team Europcar                | + 0s     |
| 7. | Armindo Fonseca    | Bretagne-Séché Environnement | + 0s     |
| 8. | Tony Gallopin      | Lotto-Belisol                | + 0s     |
| 9. | Jens Keukeleire    | Orica-GreenEDGE              | + 0s     |
| 10. | José Joaquín Rojas | Movistar Team                | + 0s     |

| \| Classificação geral \| Classificação geral \| Classificação geral \| Classificação geral \| Classificação geral \| \| Ciclista \| Ciclista \| Equipe \| Tempo \| \| \| ------------------- \| ------------------- \| ------------------- \| ------------------- \| ------------------- \| \| 1. \| Nacer Bouhanni \| FDJ.fr \| 8h46m47s \| \| \| 2. \| John Degenkolb \| Giant-Shimano \| + 2s \| \| \| 3. \| Moreno Hofland \| Belkin \| + 4s \| \| \| 4. \| Geraint Thomas \| Team Sky \| + 13s \| \| \| 5. \| Bryan Coquard \| Team Europcar \| + 14s \| \| \| 6. \| José Joaquín Rojas \| Movistar Team \| + 14s \| \| \| 7. \| Alexander Kristoff \| Katusha \| + 14s \| \| \| 8. \| Nikolay Trusov \| Tinkoff-Saxo \| + 14s \| \| \| 9. \| Samuel Dumoulin \| AG2R La Mondiale \| + 14s \| \| \| 10. \| Jens Keukeleire \| Orica-GreenEDGE \| + 14s \| \| |                    |                  |          |
| |                    |                  |          |
| |                    |                  |          |
| Classificação geral |                    |                  |          |
| Ciclista | Ciclista           | Equipe           | Tempo    |
| 1. | Nacer Bouhanni     | FDJ.fr           | 8h46m47s |
| 2. | John Degenkolb     | Giant-Shimano    | + 2s     |
| 3. | Moreno Hofland     | Belkin           | + 4s     |
| 4. | Geraint Thomas     | Team Sky         | + 13s    |
| 5. | Bryan Coquard      | Team Europcar    | + 14s    |
| 6. | José Joaquín Rojas | Movistar Team    | + 14s    |
| 7. | Alexander Kristoff | Katusha          | + 14s    |
| 8. | Nikolay Trusov     | Tinkoff-Saxo     | + 14s    |
| 9. | Samuel Dumoulin    | AG2R La Mondiale | + 14s    |
| 10. | Jens Keukeleire    | Orica-GreenEDGE  | + 14s    |

### Etapa 3
| Toucy - Circuito de Nevers Magny-Cours | etapa plana | (180 km) |

| \| Classificação por etapas \| Classificação por etapas \| Classificação por etapas \| Classificação por etapas \| Classificação por etapas \| \| Ciclista \| Ciclista \| Equipe \| Tempo \| \| \| ------------------------ \| ------------------------ \| ------------------------ \| ------------------------ \| ------------------------ \| \| 1. \| John Degenkolb \| Giant-Shimano \| 4h27m26s \| \| \| 2. \| Matthew Goss \| Orica-GreenEDGE \| + 0s \| \| \| 3. \| José Joaquín Rojas \| Movistar Team \| + 0s \| \| \| 4. \| Borut Božič \| Astana \| + 0s \| \| \| 5. \| Tom Boonen \| Omega Pharma-Quick Step \| + 0s \| \| \| 6. \| Alexander Kristoff \| Katusha \| + 0s \| \| \| 7. \| Nacer Bouhanni \| FDJ.fr \| + 0s \| \| \| 8. \| Thor Hushovd \| BMC Racing Team \| + 0s \| \| \| 9. \| Gert Steegmans \| Omega Pharma-Quick Step \| + 0s \| \| \| 10. \| Moreno Hofland \| Belkin \| + 0s \| \| |                    |                         |          |
| |                    |                         |          |
| |                    |                         |          |
| Classificação por etapas |                    |                         |          |
| Ciclista | Ciclista           | Equipe                  | Tempo    |
| 1. | John Degenkolb     | Giant-Shimano           | 4h27m26s |
| 2. | Matthew Goss       | Orica-GreenEDGE         | + 0s     |
| 3. | José Joaquín Rojas | Movistar Team           | + 0s     |
| 4. | Borut Božič        | Astana                  | + 0s     |
| 5. | Tom Boonen         | Omega Pharma-Quick Step | + 0s     |
| 6. | Alexander Kristoff | Katusha                 | + 0s     |
| 7. | Nacer Bouhanni     | FDJ.fr                  | + 0s     |
| 8. | Thor Hushovd       | BMC Racing Team         | + 0s     |
| 9. | Gert Steegmans     | Omega Pharma-Quick Step | + 0s     |
| 10. | Moreno Hofland     | Belkin                  | + 0s     |

| \| Classificação geral \| Classificação geral \| Classificação geral \| Classificação geral \| Classificação geral \| \| Ciclista \| Ciclista \| Equipe \| Tempo \| \| \| ------------------- \| ------------------- \| ------------------- \| ------------------- \| ------------------- \| \| 1. \| John Degenkolb \| Giant-Shimano \| 13h14m01s \| \| \| 2. \| Nacer Bouhanni \| FDJ.fr \| + 8s \| \| \| 3. \| Moreno Hofland \| Belkin \| + 12s \| \| \| 4. \| José Joaquín Rojas \| Movistar Team \| + 18s \| \| \| 5. \| Geraint Thomas \| Team Sky \| + 21s \| \| \| 6. \| Bryan Coquard \| Team Europcar \| + 22s \| \| \| 7. \| Alexander Kristoff \| Katusha \| + 22s \| \| \| 8. \| Nikolay Trusov \| Tinkoff-Saxo \| + 22s \| \| \| 9. \| Samuel Dumoulin \| AG2R La Mondiale \| + 22s \| \| \| 10. \| Marco Marcato \| Cannondale \| + 22s \| \| |                    |                  |           |
| |                    |                  |           |
| |                    |                  |           |
| Classificação geral |                    |                  |           |
| Ciclista | Ciclista           | Equipe           | Tempo     |
| 1. | John Degenkolb     | Giant-Shimano    | 13h14m01s |
| 2. | Nacer Bouhanni     | FDJ.fr           | + 8s      |
| 3. | Moreno Hofland     | Belkin           | + 12s     |
| 4. | José Joaquín Rojas | Movistar Team    | + 18s     |
| 5. | Geraint Thomas     | Team Sky         | + 21s     |
| 6. | Bryan Coquard      | Team Europcar    | + 22s     |
| 7. | Alexander Kristoff | Katusha          | + 22s     |
| 8. | Nikolay Trusov     | Tinkoff-Saxo     | + 22s     |
| 9. | Samuel Dumoulin    | AG2R La Mondiale | + 22s     |
| 10. | Marco Marcato      | Cannondale       | + 22s     |

### Etapa 4
| Nevers - Belleville | etapa escarpada | (201,5 km) |

| \| Classificação por etapas \| Classificação por etapas \| Classificação por etapas \| Classificação por etapas \| Classificação por etapas \| \| Ciclista \| Ciclista \| Equipe \| Tempo \| \| \| ------------------------ \| ------------------------ \| ------------------------ \| ------------------------ \| ------------------------ \| \| 1. \| Tom Slagter \| Garmin-Sharp \| 5h00m00s \| \| \| 2. \| Geraint Thomas \| Team Sky \| + 0s \| \| \| 3. \| Wilco Kelderman \| Belkin \| + 5s \| \| \| 4. \| Michael Matthews \| Orica-GreenEDGE \| + 5s \| \| \| 5. \| Zdeněk Štybar \| Omega Pharma-Quick Step \| + 5s \| \| \| 6. \| Arthur Vichot \| FDJ.fr \| + 5s \| \| \| 7. \| Peter Velits \| BMC Racing Team \| + 5s \| \| \| 8. \| José Joaquín Rojas \| Movistar Team \| + 5s \| \| \| 9. \| Cyril Gautier \| Team Europcar \| + 5s \| \| \| 10. \| Samuel Dumoulin \| AG2R La Mondiale \| + 5s \| \| |                    |                         |          |
| |                    |                         |          |
| |                    |                         |          |
| Classificação por etapas |                    |                         |          |
| Ciclista | Ciclista           | Equipe                  | Tempo    |
| 1. | Tom Slagter        | Garmin-Sharp            | 5h00m00s |
| 2. | Geraint Thomas     | Team Sky                | + 0s     |
| 3. | Wilco Kelderman    | Belkin                  | + 5s     |
| 4. | Michael Matthews   | Orica-GreenEDGE         | + 5s     |
| 5. | Zdeněk Štybar      | Omega Pharma-Quick Step | + 5s     |
| 6. | Arthur Vichot      | FDJ.fr                  | + 5s     |
| 7. | Peter Velits       | BMC Racing Team         | + 5s     |
| 8. | José Joaquín Rojas | Movistar Team           | + 5s     |
| 9. | Cyril Gautier      | Team Europcar           | + 5s     |
| 10. | Samuel Dumoulin    | AG2R La Mondiale        | + 5s     |

| \| Classificação geral \| Classificação geral \| Classificação geral \| Classificação geral \| Classificação geral \| \| Ciclista \| Ciclista \| Equipe \| Tempo \| \| \| ------------------- \| ----------------------- \| ----------------------- \| ------------------- \| ------------------- \| \| 1. \| Geraint Thomas \| Team Sky \| 18h14m25s \| \| \| 2. \| John Degenkolb \| Giant-Shimano \| + 3s \| \| \| 3. \| Tom Slagter \| Garmin-Sharp \| + 4s \| \| \| 4. \| José Joaquín Rojas \| Movistar Team \| + 8s \| \| \| 5. \| Samuel Dumoulin \| AG2R La Mondiale \| + 12s \| \| \| 6. \| Wilco Kelderman \| Belkin \| + 15s \| \| \| 7. \| Carlos Alberto Betancur \| AG2R La Mondiale \| + 17s \| \| \| 8. \| Zdeněk Štybar \| Omega Pharma-Quick Step \| + 19s \| \| \| 9. \| Cyril Gautier \| Team Europcar \| + 19s \| \| \| 10. \| Arnold Jeannesson \| FDJ.fr \| + 19s \| \| |                         |                         |           |
| |                         |                         |           |
| |                         |                         |           |
| Classificação geral |                         |                         |           |
| Ciclista | Ciclista                | Equipe                  | Tempo     |
| 1. | Geraint Thomas          | Team Sky                | 18h14m25s |
| 2. | John Degenkolb          | Giant-Shimano           | + 3s      |
| 3. | Tom Slagter             | Garmin-Sharp            | + 4s      |
| 4. | José Joaquín Rojas      | Movistar Team           | + 8s      |
| 5. | Samuel Dumoulin         | AG2R La Mondiale        | + 12s     |
| 6. | Wilco Kelderman         | Belkin                  | + 15s     |
| 7. | Carlos Alberto Betancur | AG2R La Mondiale        | + 17s     |
| 8. | Zdeněk Štybar           | Omega Pharma-Quick Step | + 19s     |
| 9. | Cyril Gautier           | Team Europcar           | + 19s     |
| 10. | Arnold Jeannesson       | FDJ.fr                  | + 19s     |

### Etapa 5
| Crêches-sur-Saône - Rive-de-Gier | etapa escarpada | (153 km) |

| \| Classificação por etapas \| Classificação por etapas \| Classificação por etapas \| Classificação por etapas \| Classificação por etapas \| \| Ciclista \| Ciclista \| Equipe \| Tempo \| \| \| ------------------------ \| --------------------------- \| ------------------------ \| ------------------------ \| ------------------------ \| \| 1. \| Carlos Alberto Betancur \| AG2R La Mondiale \| 3h38m15s \| \| \| 2. \| Bob Jungels \| Trek Factory Racing \| + 0s \| \| \| 3. \| Jakob Fuglsang \| Astana \| + 0s \| \| \| 4. \| Bryan Coquard \| Team Europcar \| + 2s \| \| \| 5. \| Tom Boonen \| Omega Pharma-Quick Step \| + 2s \| \| \| 6. \| Reinardt Janse van Rensburg \| Giant-Shimano \| + 2s \| \| \| 7. \| Tony Gallopin \| Lotto-Belisol \| + 2s \| \| \| 8. \| Greg Van Avermaet \| BMC Racing Team \| + 2s \| \| \| 9. \| Borut Božič \| Astana \| + 2s \| \| \| 10. \| Marco Marcato \| Cannondale \| + 2s \| \| |                             |                         |          |
| |                             |                         |          |
| |                             |                         |          |
| Classificação por etapas |                             |                         |          |
| Ciclista | Ciclista                    | Equipe                  | Tempo    |
| 1. | Carlos Alberto Betancur     | AG2R La Mondiale        | 3h38m15s |
| 2. | Bob Jungels                 | Trek Factory Racing     | + 0s     |
| 3. | Jakob Fuglsang              | Astana                  | + 0s     |
| 4. | Bryan Coquard               | Team Europcar           | + 2s     |
| 5. | Tom Boonen                  | Omega Pharma-Quick Step | + 2s     |
| 6. | Reinardt Janse van Rensburg | Giant-Shimano           | + 2s     |
| 7. | Tony Gallopin               | Lotto-Belisol           | + 2s     |
| 8. | Greg Van Avermaet           | BMC Racing Team         | + 2s     |
| 9. | Borut Božič                 | Astana                  | + 2s     |
| 10. | Marco Marcato               | Cannondale              | + 2s     |

| \| Classificação geral \| Classificação geral \| Classificação geral \| Classificação geral \| Classificação geral \| \| Ciclista \| Ciclista \| Equipe \| Tempo \| \| \| ------------------- \| ----------------------- \| ----------------------- \| ------------------- \| ------------------- \| \| 1. \| Geraint Thomas \| Team Sky \| 21h52m42s \| \| \| 2. \| John Degenkolb \| Giant-Shimano \| + 3s \| \| \| 3. \| Tom Slagter \| Garmin-Sharp \| + 4s \| \| \| 4. \| Carlos Alberto Betancur \| AG2R La Mondiale \| + 5s \| \| \| 5. \| José Joaquín Rojas \| Movistar Team \| + 8s \| \| \| 6. \| Jakob Fuglsang \| Astana \| + 13s \| \| \| 7. \| Jan Bakelants \| Omega Pharma-Quick Step \| + 13s \| \| \| 8. \| Wilco Kelderman \| Belkin \| + 15s \| \| \| 9. \| Zdeněk Štybar \| Omega Pharma-Quick Step \| + 19s \| \| \| 10. \| Cyril Gautier \| Team Europcar \| + 19s \| \| |                         |                         |           |
| |                         |                         |           |
| |                         |                         |           |
| Classificação geral |                         |                         |           |
| Ciclista | Ciclista                | Equipe                  | Tempo     |
| 1. | Geraint Thomas          | Team Sky                | 21h52m42s |
| 2. | John Degenkolb          | Giant-Shimano           | + 3s      |
| 3. | Tom Slagter             | Garmin-Sharp            | + 4s      |
| 4. | Carlos Alberto Betancur | AG2R La Mondiale        | + 5s      |
| 5. | José Joaquín Rojas      | Movistar Team           | + 8s      |
| 6. | Jakob Fuglsang          | Astana                  | + 13s     |
| 7. | Jan Bakelants           | Omega Pharma-Quick Step | + 13s     |
| 8. | Wilco Kelderman         | Belkin                  | + 15s     |
| 9. | Zdeněk Štybar           | Omega Pharma-Quick Step | + 19s     |
| 10. | Cyril Gautier           | Team Europcar           | + 19s     |

### Etapa 6
| Saint-Saturnin-lès-Avignon - Fayence | etapa escarpada | (221,5 km) |

| \| Classificação por etapas \| Classificação por etapas \| Classificação por etapas \| Classificação por etapas \| Classificação por etapas \| \| Ciclista \| Ciclista \| Equipe \| Tempo \| \| \| ------------------------ \| ------------------------ \| ------------------------ \| ------------------------ \| ------------------------ \| \| 1. \| Carlos Alberto Betancur \| AG2R La Mondiale \| 5h12m11s \| \| \| 2. \| Rui Costa \| Lampre-Merida \| + 0s \| \| \| 3. \| Zdeněk Štybar \| Omega Pharma-Quick Step \| + 3s \| \| \| 4. \| Geraint Thomas \| Team Sky \| + 3s \| \| \| 5. \| Arthur Vichot \| FDJ.fr \| + 3s \| \| \| 6. \| Cyril Gautier \| Team Europcar \| + 7s \| \| \| 7. \| Jakob Fuglsang \| Astana \| + 7s \| \| \| 8. \| Tony Gallopin \| Lotto-Belisol \| + 7s \| \| \| 9. \| Stefan Denifl \| IAM Cycling \| + 7s \| \| \| 10. \| Gorka Izagirre \| Movistar Team \| + 11s \| \| |                         |                         |          |
| |                         |                         |          |
| |                         |                         |          |
| Classificação por etapas |                         |                         |          |
| Ciclista | Ciclista                | Equipe                  | Tempo    |
| 1. | Carlos Alberto Betancur | AG2R La Mondiale        | 5h12m11s |
| 2. | Rui Costa               | Lampre-Merida           | + 0s     |
| 3. | Zdeněk Štybar           | Omega Pharma-Quick Step | + 3s     |
| 4. | Geraint Thomas          | Team Sky                | + 3s     |
| 5. | Arthur Vichot           | FDJ.fr                  | + 3s     |
| 6. | Cyril Gautier           | Team Europcar           | + 7s     |
| 7. | Jakob Fuglsang          | Astana                  | + 7s     |
| 8. | Tony Gallopin           | Lotto-Belisol           | + 7s     |
| 9. | Stefan Denifl           | IAM Cycling             | + 7s     |
| 10. | Gorka Izagirre          | Movistar Team           | + 11s    |

| \| Classificação geral \| Classificação geral \| Classificação geral \| Classificação geral \| Classificação geral \| \| Ciclista \| Ciclista \| Equipe \| Tempo \| \| \| ------------------- \| ----------------------- \| ----------------------- \| ------------------- \| ------------------- \| \| 1. \| Carlos Alberto Betancur \| AG2R La Mondiale \| 27h04m48s \| \| \| 2. \| Geraint Thomas \| Team Sky \| + 8s \| \| \| 3. \| Rui Costa \| Lampre-Merida \| + 18s \| \| \| 4. \| Zdeněk Štybar \| Omega Pharma-Quick Step \| + 22s \| \| \| 5. \| José Joaquín Rojas \| Movistar Team \| + 24s \| \| \| 6. \| Jakob Fuglsang \| Astana \| + 25s \| \| \| 7. \| Arthur Vichot \| FDJ.fr \| + 27s \| \| \| 8. \| Jan Bakelants \| Omega Pharma-Quick Step \| + 3m29s \| \| \| 9. \| Cyril Gautier \| Team Europcar \| + 31s \| \| \| 10. \| Stefan Denifl \| IAM Cycling \| + 31s \| \| |                         |                         |           |
| |                         |                         |           |
| |                         |                         |           |
| Classificação geral |                         |                         |           |
| Ciclista | Ciclista                | Equipe                  | Tempo     |
| 1. | Carlos Alberto Betancur | AG2R La Mondiale        | 27h04m48s |
| 2. | Geraint Thomas          | Team Sky                | + 8s      |
| 3. | Rui Costa               | Lampre-Merida           | + 18s     |
| 4. | Zdeněk Štybar           | Omega Pharma-Quick Step | + 22s     |
| 5. | José Joaquín Rojas      | Movistar Team           | + 24s     |
| 6. | Jakob Fuglsang          | Astana                  | + 25s     |
| 7. | Arthur Vichot           | FDJ.fr                  | + 27s     |
| 8. | Jan Bakelants           | Omega Pharma-Quick Step | + 3m29s   |
| 9. | Cyril Gautier           | Team Europcar           | + 31s     |
| 10. | Stefan Denifl           | IAM Cycling             | + 31s     |

### Etapa 7
| Mougins - Biot | etapa escarpada | (195,5 km) |

| \| Classificação por etapas \| Classificação por etapas \| Classificação por etapas \| Classificação por etapas \| Classificação por etapas \| \| Ciclista \| Ciclista \| Equipe \| Tempo \| \| \| ------------------------ \| ------------------------ \| ------------------------ \| ------------------------ \| ------------------------ \| \| 1. \| Tom Slagter \| Garmin-Sharp \| 5h00m05s \| \| \| 2. \| Rui Costa \| Lampre-Merida \| + 0s \| \| \| 3. \| Carlos Alberto Betancur \| AG2R La Mondiale \| + 0s \| \| \| 4. \| José Joaquín Rojas \| Movistar Team \| + 0s \| \| \| 5. \| Arthur Vichot \| FDJ.fr \| + 0s \| \| \| 6. \| Tony Gallopin \| Lotto-Belisol \| + 0s \| \| \| 7. \| Stefan Denifl \| IAM Cycling \| + 0s \| \| \| 8. \| Zdeněk Štybar \| Omega Pharma-Quick Step \| + 0s \| \| \| 9. \| Jakob Fuglsang \| Astana \| + 0s \| \| \| 10. \| Peter Velits \| BMC Racing Team \| + 0s \| \| |                         |                         |          |
| |                         |                         |          |
| |                         |                         |          |
| Classificação por etapas |                         |                         |          |
| Ciclista | Ciclista                | Equipe                  | Tempo    |
| 1. | Tom Slagter             | Garmin-Sharp            | 5h00m05s |
| 2. | Rui Costa               | Lampre-Merida           | + 0s     |
| 3. | Carlos Alberto Betancur | AG2R La Mondiale        | + 0s     |
| 4. | José Joaquín Rojas      | Movistar Team           | + 0s     |
| 5. | Arthur Vichot           | FDJ.fr                  | + 0s     |
| 6. | Tony Gallopin           | Lotto-Belisol           | + 0s     |
| 7. | Stefan Denifl           | IAM Cycling             | + 0s     |
| 8. | Zdeněk Štybar           | Omega Pharma-Quick Step | + 0s     |
| 9. | Jakob Fuglsang          | Astana                  | + 0s     |
| 10. | Peter Velits            | BMC Racing Team         | + 0s     |

| \| Classificação geral \| Classificação geral \| Classificação geral \| Classificação geral \| Classificação geral \| \| Ciclista \| Ciclista \| Equipe \| Tempo \| \| \| ------------------- \| ----------------------- \| ----------------------- \| ------------------- \| ------------------- \| \| 1. \| Carlos Alberto Betancur \| AG2R La Mondiale \| 32h04m40s \| \| \| 2. \| Rui Costa \| Lampre-Merida \| + 14s \| \| \| 3. \| Zdeněk Štybar \| Omega Pharma-Quick Step \| + 26s \| \| \| 4. \| José Joaquín Rojas \| Movistar Team \| + 27s \| \| \| 5. \| Jakob Fuglsang \| Astana \| + 3m29s \| \| \| 6. \| Arthur Vichot \| FDJ.fr \| + 31s \| \| \| 7. \| Cyril Gautier \| Team Europcar \| + 35s \| \| \| 8. \| Stefan Denifl \| IAM Cycling \| + 35s \| \| \| 9. \| Peter Velits \| BMC Racing Team \| + 5m09s \| \| \| 10. \| Simon Špilak \| Katusha \| + 5m09s \| \| |                         |                         |           |
| |                         |                         |           |
| |                         |                         |           |
| Classificação geral |                         |                         |           |
| Ciclista | Ciclista                | Equipe                  | Tempo     |
| 1. | Carlos Alberto Betancur | AG2R La Mondiale        | 32h04m40s |
| 2. | Rui Costa               | Lampre-Merida           | + 14s     |
| 3. | Zdeněk Štybar           | Omega Pharma-Quick Step | + 26s     |
| 4. | José Joaquín Rojas      | Movistar Team           | + 27s     |
| 5. | Jakob Fuglsang          | Astana                  | + 3m29s   |
| 6. | Arthur Vichot           | FDJ.fr                  | + 31s     |
| 7. | Cyril Gautier           | Team Europcar           | + 35s     |
| 8. | Stefan Denifl           | IAM Cycling             | + 35s     |
| 9. | Peter Velits            | BMC Racing Team         | + 5m09s   |
| 10. | Simon Špilak            | Katusha                 | + 5m09s   |

### Etapa 8
| Nice - Nice | etapa escarpada | (128 km) |

| \| Classificação por etapas \| Classificação por etapas \| Classificação por etapas \| Classificação por etapas \| Classificação por etapas \| \| Ciclista \| Ciclista \| Equipe \| Tempo \| \| \| ------------------------ \| ------------------------ \| ---------------------------- \| ------------------------ \| ------------------------ \| \| 1. \| Arthur Vichot \| FDJ.fr \| 3h06m56s \| \| \| 2. \| José Joaquín Rojas \| Movistar Team \| + 0s \| \| \| 3. \| Cyril Gautier \| Team Europcar \| + 0s \| \| \| 4. \| Damiano Caruso \| Cannondale \| + 0s \| \| \| 5. \| Wilco Kelderman \| Belkin \| + 0s \| \| \| 6. \| Fränk Schleck \| Trek Factory Racing \| + 0s \| \| \| 7. \| Tom Slagter \| Garmin-Sharp \| + 0s \| \| \| 8. \| Carlos Alberto Betancur \| AG2R La Mondiale \| + 0s \| \| \| 9. \| George Bennett \| Cannondale \| + 0s \| \| \| 10. \| Eduardo Sepúlveda \| Bretagne-Séché Environnement \| + 0s \| \| |                         |                              |          |
| |                         |                              |          |
| |                         |                              |          |
| Classificação por etapas |                         |                              |          |
| Ciclista | Ciclista                | Equipe                       | Tempo    |
| 1. | Arthur Vichot           | FDJ.fr                       | 3h06m56s |
| 2. | José Joaquín Rojas      | Movistar Team                | + 0s     |
| 3. | Cyril Gautier           | Team Europcar                | + 0s     |
| 4. | Damiano Caruso          | Cannondale                   | + 0s     |
| 5. | Wilco Kelderman         | Belkin                       | + 0s     |
| 6. | Fränk Schleck           | Trek Factory Racing          | + 0s     |
| 7. | Tom Slagter             | Garmin-Sharp                 | + 0s     |
| 8. | Carlos Alberto Betancur | AG2R La Mondiale             | + 0s     |
| 9. | George Bennett          | Cannondale                   | + 0s     |
| 10. | Eduardo Sepúlveda       | Bretagne-Séché Environnement | + 0s     |

## Classificações Finais

### Classificação geneal
Erro Lua em Módulo:Cycling_race na linha 2221: > Wikidata is missing data about start time (P580) or point in time (P582).

### Classificação por pontos
| Classificação por pontos | Classificação por pontos | Classificação por pontos | Classificação por pontos | Classificação por pontos |
| Ciclista                 | Ciclista                 | Equipe                   | Pontos                   |                          |
| ------------------------ | ------------------------ | ------------------------ | ------------------------ | ------------------------ |
| 1.                       | John Degenkolb           | Giant-Shimano            | 44 pts                   |                          |
| 2.                       | Carlos Alberto Betancur  | AG2R La Mondiale         | 42 pts                   |                          |
| 3.                       | José Joaquín Rojas       | Movistar Team            | 40 pts                   |                          |
| 4.                       | Tom Slagter              | Garmin-Sharp             | 34 pts                   |                          |
| 5.                       | Arthur Vichot            | FDJ.fr                   | 33 pts                   |                          |
| 6.                       | Rui Costa                | Lampre-Merida            | 26 pts                   |                          |
| 7.                       | Zdeněk Štybar            | Omega Pharma-Quick Step  | 20 pts                   |                          |
| 8.                       | Moreno Hofland           | Belkin                   | 16 pts                   |                          |
| 9.                       | Cyril Gautier            | Team Europcar            | 16 pts                   |                          |
| 10.                      | Jakob Fuglsang           | Astana                   | 15 pts                   |                          |

### Classificação da montanha
| Classificação da montanha | Classificação da montanha | Classificação da montanha | Classificação da montanha | Classificação da montanha |
| Ciclista                  | Ciclista                  | Equipe                    | Pontos                    |                           |
| ------------------------- | ------------------------- | ------------------------- | ------------------------- | ------------------------- |
| 1.                        | Pim Ligthart              | Lotto-Belisol             | 44 pts                    |                           |
| 2.                        | Mathias Frank             | IAM Cycling               | 25 pts                    |                           |
| 3.                        | Sylvain Chavanel          | IAM Cycling               | 20 pts                    |                           |
| 4.                        | Francesco Gavazzi         | Astana                    | 19 pts                    |                           |
| 5.                        | Fränk Schleck             | Trek Factory Racing       | 16 pts                    |                           |
| 6.                        | Alexis Vuillermoz         | AG2R La Mondiale          | 16 pts                    |                           |
| 7.                        | Vincenzo Nibali           | Astana                    | 15 pts                    |                           |
| 8.                        | Stefan Denifl             | IAM Cycling               | 14 pts                    |                           |
| 9.                        | Laurent Didier            | Trek Factory Racing       | 14 pts                    |                           |
| 10.                       | Carlos Alberto Betancur   | AG2R La Mondiale          | 13 pts                    |                           |

### Classificação dos jovens
| Classificação dos jovens | Classificação dos jovens | Classificação dos jovens     | Classificação dos jovens | Classificação dos jovens |
| Ciclista                 | Ciclista                 | Equipe                       | Tempo                    |                          |
| ------------------------ | ------------------------ | ---------------------------- | ------------------------ | ------------------------ |
| 1.                       | Carlos Alberto Betancur  | AG2R La Mondiale             | 35h11m45s                |                          |
| 2.                       | Sébastien Reichenbach    | IAM Cycling                  | + 46s                    |                          |
| 3.                       | Wilco Kelderman          | Belkin                       | + 1m05s                  |                          |
| 4.                       | Tom Slagter              | Garmin-Sharp                 | + 1m37s                  |                          |
| 5.                       | Bob Jungels              | Trek Factory Racing          | + 2m05s                  |                          |
| 6.                       | Ion Izagirre             | Movistar Team                | + 2m06s                  |                          |
| 7.                       | Eduardo Sepúlveda        | Bretagne-Séché Environnement | + 2m09s                  |                          |
| 8.                       | George Bennett           | Cannondale                   | + 2m51s                  |                          |
| 9.                       | Rafał Majka              | Tinkoff-Saxo                 | + 4m49s                  |                          |
| 10.                      | Romain Bardet            | AG2R La Mondiale             | + 11m00s                 |                          |

### Classificação por equipas
| Classificação por equipes | Classificação por equipes    | Classificação por equipes | Classificação por equipes |
| Equipe                    | Equipe                       | Tempo                     |                           |
| ------------------------- | ---------------------------- | ------------------------- | ------------------------- |
| 1.                        | Movistar Team                | 105h37m05s                |                           |
| 2.                        | AG2R La Mondiale             | + 2m34s                   |                           |
| 3.                        | IAM Cycling                  | + 4m12s                   |                           |
| 4.                        | Lampre-Merida                | + 5m26s                   |                           |
| 5.                        | Bretagne-Séché Environnement | + 8m41s                   |                           |
| 6.                        | Lotto-Belisol                | + 9m41s                   |                           |
| 7.                        | Katusha                      | + 13m06s                  |                           |
| 8.                        | Trek Factory Racing          | + 15m21s                  |                           |
| 9.                        | Astana                       | + 16m19s                  |                           |
| 10.                       | Garmin-Sharp                 | + 17m20s                  |                           |

## Evolução das classificações
| Etapa (Vencedor)            | Classificação geral | Classificação por pontos | Classificação da montanha | Classificação dos jovens | Classificação por equipas |
| --------------------------- | ------------------- | ------------------------ | ------------------------- | ------------------------ | ------------------------- |
| 1.ª etapa (Nacer Bouhanni)  | Nacer Bouhanni      | Nacer Bouhanni           | Christophe Laborie        | Nacer Bouhanni           | Omega Pharma-Quick Step   |
| 2.ª etapa (Moreno Hofland)  | Nacer Bouhanni      | Nacer Bouhanni           | Christophe Laborie        | Nacer Bouhanni           | Katusha                   |
| 3.ª etapa (John Degenkolb)  | John Degenkolb      | John Degenkolb           | Christophe Laborie        | John Degenkolb           | Katusha                   |
| 4.ª etapa (Tom Slagter)     | Geraint Thomas      | John Degenkolb           | Valerio Agnoli            | John Degenkolb           | AG2R La Mondiale          |
| 5.ª etapa (Carlos Betancur) | Geraint Thomas      | John Degenkolb           | Sylvain Chavanel          | John Degenkolb           | AG2R La Mondiale          |
| 6.ª etapa (Carlos Betancur) | Carlos Betancur     | John Degenkolb           | Sylvain Chavanel          | Carlos Betancur          | Movistar                  |
| 7.ª etapa (Tom Slagter)     | Carlos Betancur     | John Degenkolb           | Pim Ligthart              | Carlos Betancur          | Movistar                  |
| 8.ª etapa (Arthur Vichot)   | Carlos Betancur     | John Degenkolb           | Pim Ligthart              | Carlos Betancur          | Movistar                  |
| Final                       | Carlos Betancur     | John Degenkolb           | Pim Ligthart              | Carlos Betancur          | Movistar                  |

## UCI World Tour
A Paris-Nice outorgou pontos para o UCI WorldTour de 2014, somente para corredores de equipas UCI ProTeam. As seguintes tabelas são o barómetro de pontuação e os corredores que obtiveram pontos:
| Posição             | 1.º | 2.º | 3.º | 4.º | 5.º | 6.º | 7.º | 8.º | 9.º | 10.º |
| Classificação geral | 100 | 80  | 70  | 60  | 50  | 40  | 30  | 20  | 10  | 4    |
| Por etapa           | 6   | 4   | 2   | 1   | 1   |     |     |     |     |      |

| Ciclista           | Equipa                  | Pontos |
| ------------------ | ----------------------- | ------ |
| Carlos Betancur    | AG2R La Mondiale        | 114    |
| Rui Costa          | Lampre-Merida           | 88     |
| Arthur Vichot      | Fdj.fr                  | 78     |
| José Joaquín Rojas | Movistar                | 68     |
| Jakob Fuglsang     | Astana                  | 52     |
| Cyril Gautier      | Europcar                | 42     |
| Simon Špilak       | Katusha                 | 20     |
| John Degenkolb     | Giant-Shimano           | 14     |
| Tom Slagter        | Garmin Sharp            | 12     |
| Peter Velits       | Omega Pharma-Quick Step | 10     |

| Resto de corredores | Resto de corredores     | Resto de corredores | Resto de corredores |
| ------------------- | ----------------------- | ------------------- | ------------------- |
| Ciclista            | Equipa                  | Pontos              |                     |
| Nacer Bouhanni      | Fdj.fr                  | 8                   |                     |
| Moreno Hofland      | Belkin                  | 6                   |                     |
| Geraint Thomas      | Sky                     | 5                   |                     |
| Tony Gallopin       | Lotto Belisol           | 4                   |                     |
| Matthew Goss        | Orica GreenEDGE         | 4                   |                     |
| Bob Jungels         | Trek Factory Racing     | 4                   |                     |
| Wilco Kelderman     | Belkin                  | 3                   |                     |
| Zdeněk Štybar       | Omega Pharma-Quick Step | 3                   |                     |
| Tom Boonen          | Omega Pharma-Quick Step | 2                   |                     |
| Gianni Meersman     | Omega Pharma-Quick Step | 2                   |                     |
| Borut Božič         | Astana                  | 1                   |                     |
| Damiano Caruso      | Cannondale              | 1                   |                     |
| Bryan Coquard       | Europcar                | 1                   |                     |
| Tyler Farrar        | Garmin Sharp            | 1                   |                     |
| Thor Hushovd        | BMC Racing              | 1                   |                     |
| Alexander Kristoff  | Katusha                 | 1                   |                     |
| Michael Matthews    | Orica GreenEDGE         | 1                   |                     |